# Rasmus Villumsen
Karl Ole Rasmus Villumsen, né le 17 novembre 1907 à Upernavik Kujalleq et mort en novembre 1930 dans l'Inlandsis du Groenland, est un maître-chien inughuit, participant groenlandais à la 3e expédition allemande du Groenland d’Alfred Wegener en 1930-1931.

## Biographie
Rasmus Villumsen nait à Upernavik Kujalleq en 1907 de Hans Frederik Lars Willumsen (vers 1865–après 1931) et de son épouse Johanne Juliane Judithe Møller (1882–1920). Dans les années 1920, il s'installe à Ukkusissat.
Villumsen participe en 1930 en tant que maître-chien à la 3e expédition allemande sur la calotte glaciaire du Groenland du scientifique allemand Alfred Wegener. Le 21 septembre 1930, avec le météorologue Fritz Loewe (en) et treize Groenlandais (dont Villumsen), Wegener entreprend un quatrième et dernier voyage de transport avant l'hiver pour ravitailler la station de recherche d'Eismitte. En raison des tempêtes de neige qui ont commencé précocement, le transport doit être abandonné. Les Groenlandais font demi-tour à l'exception de Villumsen. Le but de ceux qui continuent le voyage, Wegener, Loewe et Villumsen, est de relever Johannes Georgi et Ernst Sorge pour l'hiver. Le 30 octobre, ils atteignent la station de recherche d'Eismitte (essentiellement un igloo construit sur la glace) avec leurs traîneaux à chiens dans des conditions extrêmes. Villumsen est probablement mort vers le 16 novembre 1930 sur le chemin du retour, qu'il a entrepris avec Wegener.
Le 12 mai 1931, la tombe soigneusement construite de Wegener est retrouvée dans la glace. La cause du décès semble être une insuffisance cardiaque due à un effort physique intense. Rasmus Villumsen, qui l'a enterré, demeure porté disparu et avec lui le journal de Wegener. Le 9 août 1931, une cérémonie d'adieu est célébrée pour lui et son frère aîné Johann, dont le corps a également disparu quelques semaines plus tôt dans un accident de kayak

## Honneurs
Une plaque commémorative en l'honneur de Rasmus Villumsen, en allemand et en groenlandais, est apposée sur le nouveau bâtiment de l'école d'Ukkusissat en 1994. La plaque réalisée en 1933 à l'instigation de Fritz Loewe, était initialement apposée sur l'ancienne église. Son texte se lit comme suit : « Rasmus Villumsen d'U,vkusigssat, qui a succombé au froid et à l'obscurité de la glace intérieure avec Alfred Wegener en novembre 1930, dans un souvenir constamment reconnaissant. »